# Ernst Klar

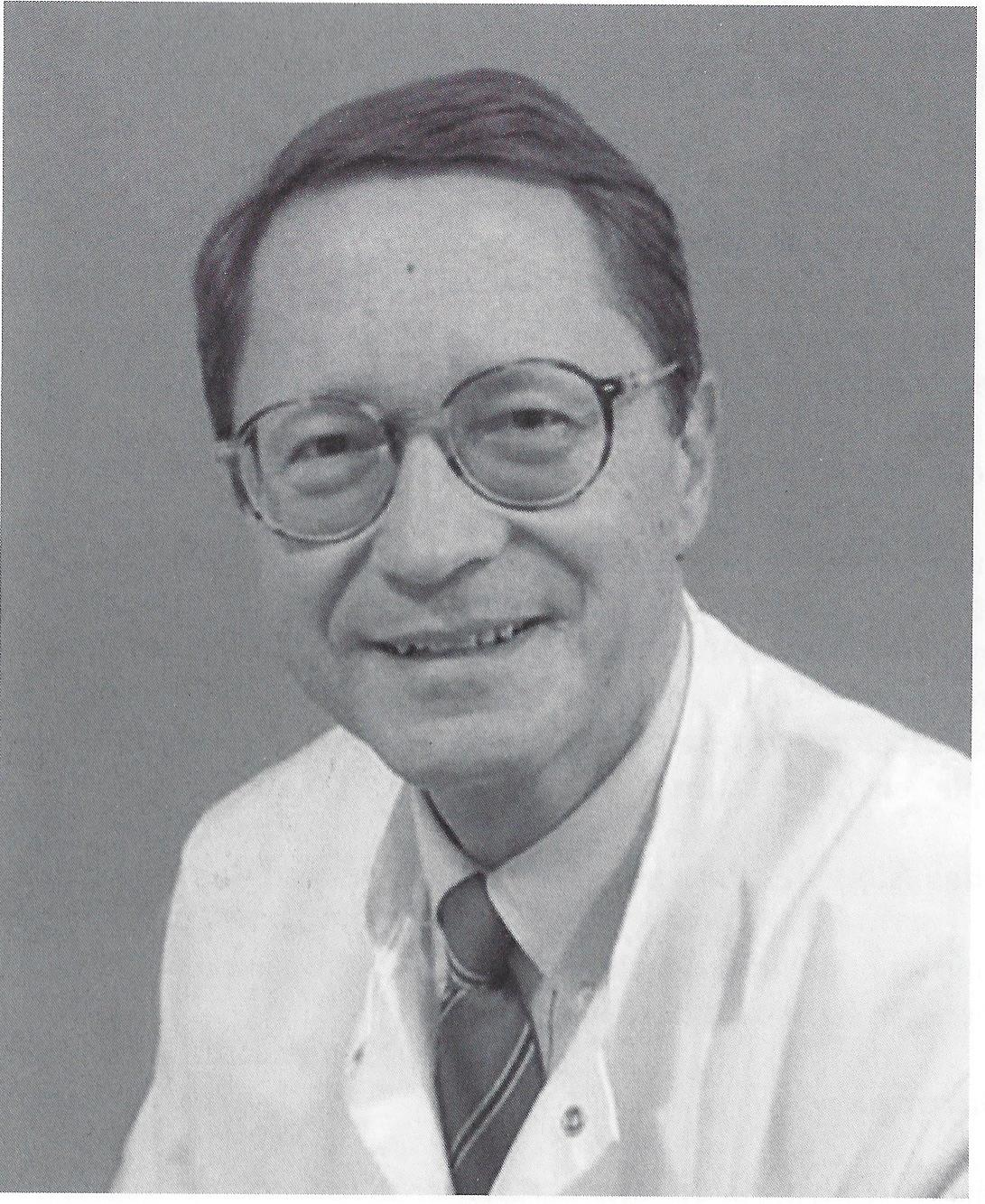
Ernst Klar

Josef Maximilian Ernst Klar (* 22. Dezember 1952 in Heidelberg) ist ein deutscher Chirurg und Hochschullehrer.

## Leben
Klar studierte Humanmedizin an der Ruprecht-Karls-Universität Heidelberg und der University of Manchester. Seit 1971 ist er Mitglied der Studentenverbindung KDStV Arminia Heidelberg. 1979  promovierte er in Heidelberg zum Dr. med. Im Universitätsklinikum Heidelberg durchlief er die  chirurgische Ausbildung bei Christian Herfarth. 1991  habilitierte er sich. Als Privatdozent und Oberarzt erlangte er Zusatzqualifikationen in  Gefäß-,  Viszeral- und Thoraxchirurgie. 1997 wurde er zum  apl. Professor ernannt. Am 1. März 2003 wurde er Chefarzt der Chirurgie im Klinikum Konstanz. Sechs Monate später folgte er dem  Ruf der Universität Rostock auf den Lehrstuhl der Universitätsmedizin Rostock. Seither war er Direktor der Klinik und Poliklinik für Chirurgie, Abteilung für Allgemeine, Thorax-, Gefäß- und Transplantationschirurgie. 2006 leitete er die 177. Tagung der Vereinigung Nordwestdeutscher Chirurgen. 2019 trat er in den Ruhestand.